# Campeonato Mundial de Ciclismo em Pista de 1931
O Campeonato Mundial UCI de Ciclismo em Pista de 1931 foi realizado em Copenhague, na Dinamarca, entre os dias 21 e 30 de agosto. Foram disputadas três provas masculinas, duas de profissionais e uma de amador.

## Sumário de medalhas

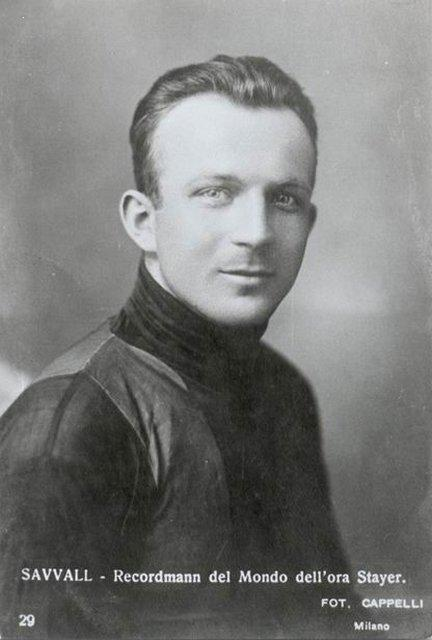
Walter Sawall ciclista profissional da Alemanha vencedor da prova motor-paced

| Eventos profissionais masculinos |                                |                          |                                  |
| Velocidade individual            | Willy Falck Hansen · Dinamarca | Lucien Michard · França  | Jef Scherens · Bélgica           |
| Motor-paced                      | Walter Sawall · Alemanha       | Erich Möller · Alemanha  | Victor Linart · Bélgica          |
| Evento amador masculino          |                                |                          |                                  |
| Velocidade individual            | Helger Harder · Dinamarca      | Willy Gervin · Dinamarca | Anker Meyer-Andersen · Dinamarca |

## Quadro de medalhas
| Ordem | País      | Medalha de ouro | Medalha de prata | Medalha de bronze | Total |
| ----- | --------- | --------------- | ---------------- | ----------------- | ----- |
| 1     | Dinamarca | 2               | 1                | 1                 | 4     |
| 2     | Alemanha  | 1               | 1                | 0                 | 2     |
| 3     | França    | 0               | 1                | 0                 | 1     |
| 4     | Bélgica   | 0               | 0                | 2                 | 2     |